# Купання

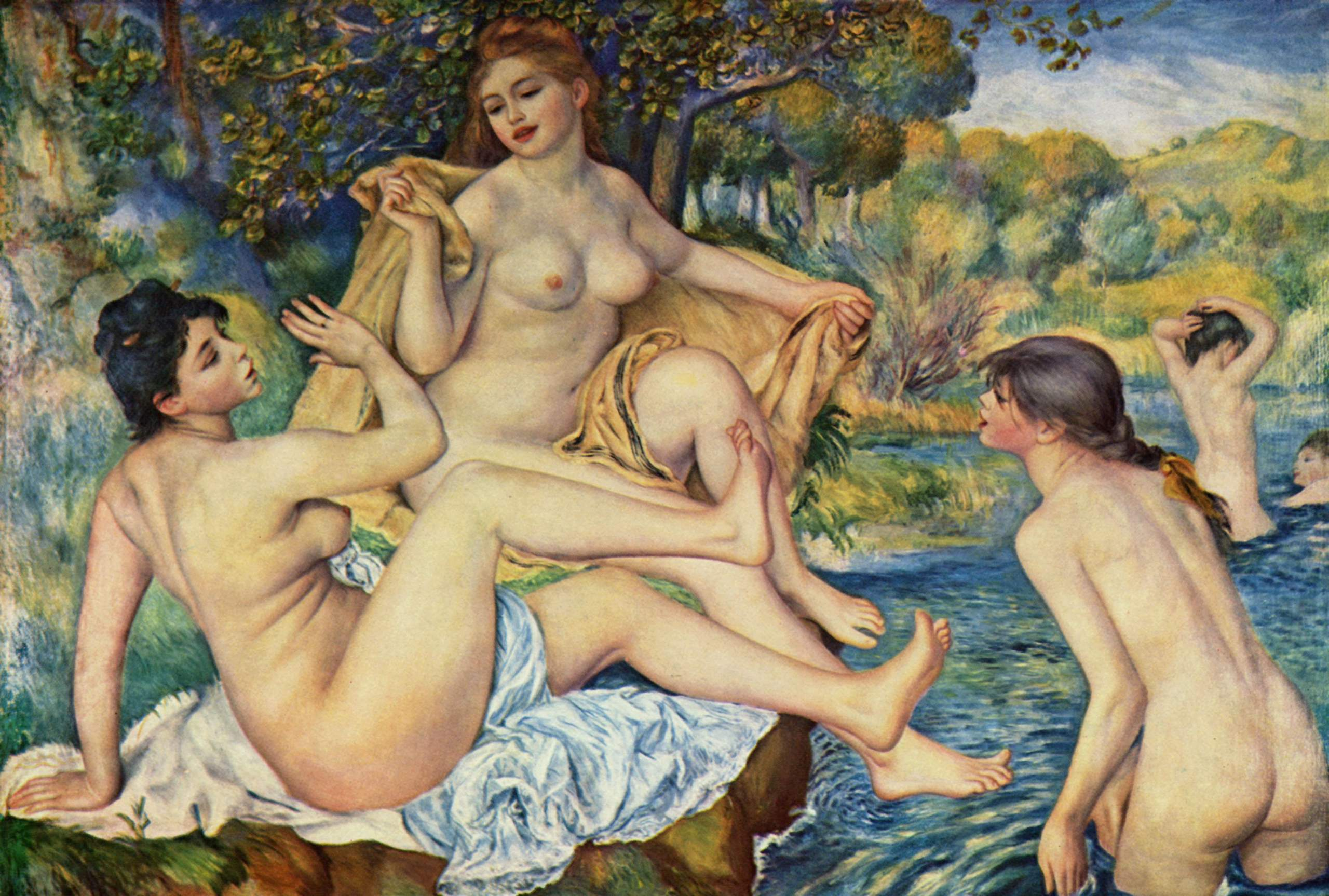
П'єр-Оґюст Ренуар, Великі купальні, 1887

Купа́ння — очищення тіла в рідині, як правило, воді або водному розчині. Купання може бути здійснено для особистої гігієни, релігійного ритуалу, в терапевтичних цілях або як рекреаційна діяльність.
Купання може мати місце скрізь, де є вода. Воно може бути в ванній чи в річці, озері, басейні, морі — в будь-якій водоймі. Термін використовується для опису дії, що триває в часі.

## Мета купання
Зазвичай купання є просто омиванням тіла водою чи водним розчином з гігієнічною метою. Разом з тим купання може здійснюватися і з іншими цілями. Наприклад, ритуал релігійного купання зазвичай називають зануренням, використання води для лікувальних цілей можна назвати гідротерапією.
Навмисне занурення тіла в будь-яке середовище може розглядатися як купання. Так, прийняття сонячних ванн є зануренням у сонячне світло.